# Empi Baryeh
Empi Baryeh née le 18 septembre[Quand ?] est une romancière contemporaine d'origine ghanéenne qui est actuellement registraire adjointe à l'Université du Ghana,,.

## Biographie
Baryeh commence sa carrière d'écrivain à l'âge de 13 ans après avoir découvert une histoire inachevée pour jeunes adultes que sa sœur avait commencée. Son intérêt la pousse à achever l'écriture de l'histoire de sa sœur.
Baryeh est mariée et a deux enfants.

## Œuvres choisies
- 2012 : Most Eligible Bachelor
- 2015 :Chancing Faith
- Forest Girl
- His Inherited Princess

## Prix et distinctions
- Prix Ufere du livre de l'année 2017[5]